# 일식 혜성
일식 혜성(영어: Eclipse Comet) 또는 1948년의 대혜성(영어: Great Comet of 1948)은 1948년 11월 1일 발견된 대혜성이다. 개기 일식 중 발견된 많은 혜성들이 있지만, 보통 일식 혜성은 C/1948 V1을 뜻한다.
1948년 11월 1일 남반구 지역에서 발생한 개기 일식 중 발견된 이 혜성은 밝기 -2등성이었다. 때문에 최대 밝기는 -2등성이며, 이후 새벽 관측 때는 거의 +0등성 수준이 되었다. 이때 혜성의 꼬리 길이는 30도(보름달 60개 분)에 육박했으며, 12월 말에 밝기가 +6.5등성 이하로 떨어질 때까지 눈으로 볼 수 있었다.
주기는 약 84,800년이다.